# 岩窟の聖母
『岩窟の聖母』（がんくつのせいぼ、伊: Vergine delle Rocce）は、盛期ルネサンスを代表するイタリア人芸術家レオナルド・ダ・ヴィンチが描いた絵画。ほぼ同じ構図、構成で描かれた2点の作品があり、最初に描かれたといわれるヴァージョンはパリのルーヴル美術館（以下「ルーヴル・ヴァージョン」）が、後に描かれたといわれるヴァージョンはロンドンのナショナル・ギャラリー（以下「ロンドン・ヴァージョン」）が、それぞれ所蔵している。両ヴァージョンともに高さが約 2 m という大きな作品であり、油彩で描かれている。もともとはどちらも板に描かれていた板絵だったが、ルーヴル・ヴァージョンは後にキャンバスへ移植された。
どちらの『岩窟の聖母』にも、聖母マリアと幼児キリスト、そして幼い洗礼者ヨハネと天使が岩窟を背景として描かれている。二つのヴァージョンの構成における重要な相違点として、画面右の天使の視線の向きと右手の位置が挙げられる。その他の細かな相違点には、色使い、明るさ、植物、スフマートと呼ばれるぼかし技法の使い方などがある。関係する制作依頼年度は記録に残ってはいるものの、その他の来歴はほとんど伝わっておらず、どちらのヴァージョンが先に描かれたのかについても未だに議論となっている。
祭壇画たる『岩窟の聖母』の両横に飾るための絵画も同時に発注されており、楽器を奏でる天使を描いた2点の作品をレオナルドの協業者が制作した。現在この2点の作品はナショナル・ギャラリーに所蔵されている。

## 各作品

### ルーヴル・ヴァージョン
ルーヴル美術館が所蔵する『岩窟の聖母』は、多くの美術史家からロンドン・ヴァージョンよりも先に描かれた初期ヴァージョンだと考えられており、レオナルドが一人で1483年から1486年ごろにかけて描き上げたといわれている。ルーヴル・ヴァージョンの大きさはロンドン・ヴァージョンよりも 8 cm ほど縦に長い。ルーヴル・ヴァージョンに関する最初期の確実な記録は1625年で、フランスの王室コレクションに収められているというものである。ルーヴル・ヴァージョンは1483年にミラノで制作依頼を受けて描かれた。しかしながら、何らかの理由でレオナルドはこのルーヴル・ヴァージョンを密かに別人に売却し、後にロンドン・ヴァージョンを描きなおしてミラノへと引き渡したと考えられている。内容が酷似した作品が、なぜ2点制作されたのについてはさまざまな説が存在している。また、このルーヴル・ヴァージョンは、レオナルドが創始した、あるいは完成したといわれるスフマートという技法を完璧に例示している作品であるといわれている。

### ロンドン・ヴァージョン
ロンドンのナショナル・ギャラリーにも1508年以前に描かれたレオナルドの作品だといわれる、ルーヴル・ヴァージョンに酷似した『岩窟の聖母』がある。以前はレオナルドの弟子が描いた箇所がある程度存在すると考えられていたが、ナショナル・ギャラリーが実施した修復作業の過程で、ほとんどの箇所がレオナルドの手によるものであると発表した。ロンドン・ヴァージョンは、ミラノのサン・フランチェスコ・グランデ教会にある聖母無原罪の御宿り信心会の礼拝堂の祭壇画として描かれた。1781年ごろに教会がこの作品を売りに出し、遅くとも1785年にはスコットランド人画家ギャヴィン・ハミルトンが購入して、イングランドへ持ち込んでいる。その後複数の収集家の手を経て、1880年にナショナル・ギャラリーが購入した。

### 天使のサイドパネル
ロンドン・ヴァージョンの『岩窟の聖母』は、楽器を奏でる天使が描かれた2枚の作品と共に祭壇画として飾られていたと考えられている。現在ナショナル・ギャラリーが所蔵するこの2枚の天使の絵画は、1490年から1495年の間に完成したとされている。赤い服の天使が描かれた絵画はレオナルドの共同作業者アンブロージオ・デ・プレディスの作品で、緑の服の天使が描かれた作品はレオナルドの弟子、おそらくフランチェスコ・ナポレターノの作品だといわれている。

## 来歴

### 無原罪の御宿り礼拝堂
ミラノのサン・フランチェスコ・グランデ教会付属の無原罪の御宿り礼拝堂は、ミラノ公ガレアッツォ1世・ヴィスコンティ公妃ベアトリーチェ・デステの寄付によって1335年以前に建てられた礼拝堂である。1479年にこの無原罪の御宿り礼拝堂を管理、使用していた無原罪の御宿り信心会が、フランチェスコ・ザヴァッターリとジョルジョ・デッラ・キエーザとの間に礼拝堂のヴォールト装飾の契約を結んだ。引き続いて無原罪の御宿り信心会は、1480年にジャコモ・デル・マイーノとの間に礼拝堂用の祭壇制作の契約を結んだ。このとき制作されたのは彫刻などで装飾された、祭壇画用のスペースを確保した木製の祭壇で、制作代金の最終支払日は1482年8月7日のことだった。

### 祭壇画の制作依頼
1483年4月25日にサン・フランチェスコ・グランデ教会司教バルトロメオ・スコルリオーネと無原罪の御宿り信心会が、レオナルドとアンブロージオ、エヴァンジェリスタのデ・プレディス兄弟に礼拝堂祭壇画の制作を依頼した。このときに結ばれた契約内容には、3名の画家の役割が明確には謳われていなかった。契約書にはレオナルドは「マスター（親方）」、アンブロージオは「画家」として記されている。エヴァンジェリスタは金箔師と顔料の調合、準備を担当していたと考えられている。
無原罪の御宿り信心会とレオナルドらが交わした契約書には、描かれる祭壇画の構成や色使いなどの仕様が指定されていた。中央パネルには、聖母マリアと幼児キリスト、おそらくダヴィデとイザヤと思われる二人の預言者、さらにこの4名の周りに天使たちを描くこととなっていた。また、祭壇画上部の半円形のルネット部分には父なる神と聖母マリアと馬小屋のレリーフが配されることになっていた。レリーフの人物像には鮮やかな彩色がなされ、金箔が貼られる予定だった。中央パネルの両横には4人の歌う天使のパネルと楽器を奏でる天使のパネルが置かれるはずだった。その他、マリアの一生を表現した多くのレリーフの制作が指定されており、主要な箇所の色使いや金箔使用量などが契約書に詳細に記載されていた。
無原罪の御宿り信心会から祭壇画の納品日に指定されたのは1483年12月8日で、この日は無原罪の御宿り信心会の祝日に当たる日だった。レオナルドたちに与えられた祭壇画制作期間は8カ月しかなかったのである。

### 制作代金
祭壇画の制作契約が結ばれると、1483年5月1日に手付金として100リラが支払われた。その後、1483年7月から1485年2月まで毎月40リラの合計800リラが支払われている。当初の契約では、最終支払いは1483年12月に予定されていた作品の完成、搬入との引き換えで行われることになっていた。
1490年から1495年にかけて、レオナルドとアンブロージオは無原罪の御宿り信心会に、契約書では祭壇画の中央パネルだけで800リラの代金となっているとして、残りのパネルやレリーフの制作代金としてさらに1,200リラの支払いを求めた。しかしながらこの要求に対する無原罪の御宿り信心会からの返事は、残代金として100リラのみを支払うというものだった。レオナルドとアンブロージオは、レオナルドのパトロンでもあったミラノ公ルドヴィーコ・スフォルツァに、この問題に関して自分たちに有利になるような仲裁をしてくれるように依頼した。これにより祭壇画は改めて専門家による評価を受け、無原罪の御宿り信心会が支払った価格よりも価値があると判断されたと考えられている。レオナルドとアンブロージオは、支払い問題が合意に達しない場合には、祭壇画から中央パネル以外の装飾を取り除くとしていた。
1503年にアンブロージオは自分自身と、死去した弟エヴァンジェリスタの子供のために、再度支払い要求の訴えを起こした。当時のミラノの支配者だったのは、1499年にミラノ公国へと侵攻しスフォルツァ公家を追放していたフランス王ルイ12世だった。アンブロージオの訴えを耳にしたルイ12世は、1503年3月9日にアンブロージオに有利になるように取り計らうことを求めた書簡をミラノ司令官に送っている。それでも無原罪の御宿り信心会は1503年6月23日に、祭壇画の価値の再評価を求めるアンブロージオからの要請を拒絶すると発表した。しかしながら最終的にはアンブロージオの要請が認められ、1506年4月27日に祭壇画の価値が再評価されることとなった。そしてこの再評価で祭壇画は未完成であると判定され、レオナルドに祭壇画を最後まで描き上げるようにという勧告がなされている。しかしながら当時のレオナルドは、フランス軍がイタリアへ侵攻した1499年以来ミラノを離れていた。
紆余曲折の末、1508年8月18日に『岩窟の聖母』は無原罪の御宿り礼拝堂に納入された。アンブロージオは1507年8月7日と1508年10月23日に、合計200リラの支払いを受けている。このアンブロージオの支払い金額の受取りに同意したレオナルドからの書簡が現存している。

### 1524年から2011年

#### ナショナル・ギャラリーの『岩窟の聖母』
現在のロンドン・ヴァージョンと考えられている無原罪の御宿り礼拝堂の『岩窟の聖母』は、ペストの罹患を防ぐとして1524年と1576年に信仰の対象になったことがある。しかしながら無原罪の御宿り礼拝堂が取り壊されることとなり、1576年に『岩窟の聖母』も礼拝堂から運び出された。その後1785年ごろに、スコットランド人画家で画商でもあったギャヴィン・ハミルトンが、無原罪の御宿り信心会を前身とする宗教的互助会の管財人カウント・チコーナから『岩窟の聖母』を購入した。ハミルトンが1798年に死去すると、ハミルトンの遺産相続人たちが『岩窟の聖母』をランズダウン卿へ売却した。そして1880年に、ロンドンのナショナル・ギャラリーが当時の『岩窟の聖母』の所有者だったサフォーク伯から9,000ギニーで購入した。当時の保存状態は極めて悪く、レオナルドの作品とする研究者もいれば、ベルナルディーノ・ルイーニの作品とする研究者もいた。
2005年6月にナショナル・ギャラリーは『岩窟の聖母』を赤外線リフレクトグラムで調査し、現在の構成とは異なる下絵を発見した。下絵には右手で左胸をおさえている、おそらくひざまずいている姿勢の女性が描かれていた。この下絵から、当初のレオナルドは「幼児キリストへの礼拝」を主題として描こうとしていたと考える研究者もいる。そのほかにもX線や赤外線による解析の結果、現在の『岩窟の聖母』と下絵にはさまざまな相違点、修正箇所が見つかっている。
2009年と2010年にナショナル・ギャラリーは『岩窟の聖母』に洗浄と保存作業を実施した。ナショナル・ギャラリーは、『岩窟の聖母』の大部分、おそらくは全てがレオナルドによって描かれたもので、一部未完となっている作品であることがこの作業で判明したという予備声明を発表している。そして2010年末にナショナル・ギャラリーからレオナルドの真作であるという公式発表が出された。

#### ルーヴル美術館の『岩窟の聖母』
現在ルーヴル美術館が所蔵している『岩窟の聖母』を、カッシアーノ・デル・ポッツァが1625年にフランスのフォンテーヌブロー宮殿で目にしたという記録が残っている。1806年に絵画修復家でもあったフランス人神父アクインが、板を支持体として描かれていた『岩窟の聖母』をキャンバスへと移植した。また、2011年と2012年に短期間ではあるが、ルーヴル美術館所蔵の『岩窟の聖母』とナショナル・ギャラリー所蔵の『岩窟の聖母』が同時に展示されたことがある。これはナショナル・ギャラリーが企画した、ミラノ公ルドヴィーコ・スフォルツァの宮廷でのレオナルドの画家としての業績を紹介する展覧会でのことだった。

#### 横パネル
『岩窟の聖母』が無原罪の御宿り礼拝堂で祭壇画として飾られていたときに付属していた、楽器を演奏する天使が描かれた2枚のパネルを1898年にナショナル・ギャラリーが購入した。

## モチーフ

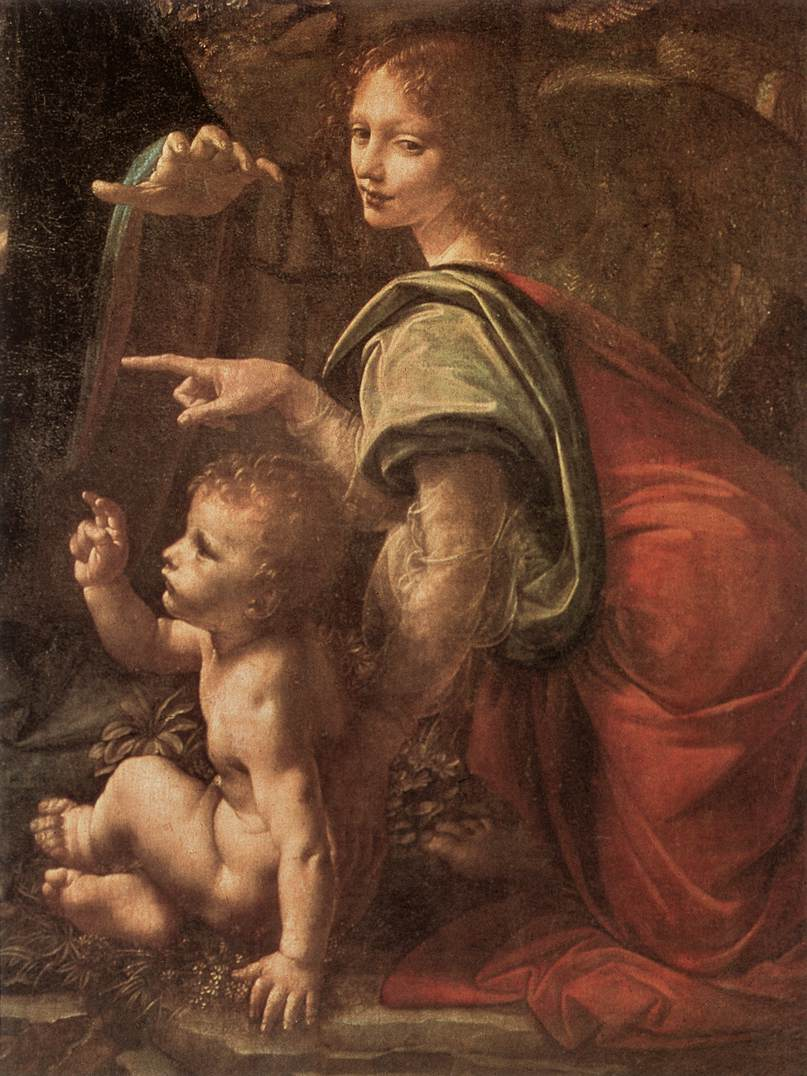
ルーヴル・ヴァージョンに描かれている幼児キリストと天使。

### 無原罪の御宿り
おそらくこの祭壇画の主題として当初望まれていたのは、聖母マリアの処女懐胎の秘蹟である無原罪の御宿りに、より近いものだった。無原罪の御宿りには独特な概念が存在し、教会はキリストは処女たるマリアを母として誕生した神の子であるという教理を常に掲げてきた。15世紀にはフランシスコ修道会を中心として処女マリア崇敬が盛んとなり、マリアの処女懐胎は「純潔」と同義になっていった。このマリア崇敬はマリアが処女のまま神の子を生んだとする秘蹟に対するものではなく、マリアが神の子を宿したことによってアダムとエバの末裔たる人類が逃れることのできない原罪から、マリアが解き放たれたことに対する信仰である。当初の『岩窟の聖母』の納品指定日は12月8日だったが、これは無原罪の御宿りの祝日が12月8日だったためである。『岩窟の聖母』の制作依頼がなされた1483年は、ローマ教皇シクストゥス4世が無原罪の御宿りの教義を受け入れないものはカトリックから破門すると脅した年でもあった。

### 主題
ルーヴル・ヴァージョンもロンドン・ヴァージョンも、主題となっているのは幼児キリストへの幼い洗礼者ヨハネの礼拝である。このようなエピソードは聖書には記されていないが、『マタイによる福音書』第2章に書かれている聖家族のエジプトへの逃避と関連する主題となっている。『マタイによる福音書』(2:13 - 15) には、ユダヤの王ヘロデが幼いキリストを殺そうとしていると夢で警告を受けたヨセフが、妻マリアと子キリストを連れてエジプトへ逃げ出したというエピソードが記されている。ヨハネとキリストは親族だったとされているが、ヨハネがこのエジプトへの逃避に加わっていたという記述は聖書に存在しない。ただし、大天使ウリエルに連れられたヨハネが、エジプトへと向かっている聖家族と出会ったという伝承は存在する。ルーヴル美術館公式ウェブサイトでは、『岩窟の聖母』に描かれている天使は大天使ガブリエルだとしている。これは洗礼者ヨハネの事跡を記した外典のヨハネがガブリエルに連れられてベツレヘムを後にしたという記述に合致するが、外典にはヨハネがエジプトへ逃避しているキリストと出会ったという記述は存在しない。
聖母マリアと幼児キリストを礼拝する洗礼者ヨハネという主題は、ルネサンス期のフィレンツェ美術ではよく見られた構成だった。ヨハネはフィレンツェの守護聖人であり、フィレンツェで制作された美術作品にはよく取り上げられていた聖人だったのである。聖母マリア、幼児キリスト、洗礼者ヨハネの三者を主題とした作品を制作した芸術家には、フィリッポ・リッピ、ラファエロ、ミケランジェロらがいる。
どちらのヴァージョンの『岩窟の聖母』も背景は岩場となっている。キリスト降誕を描いた絵画作品では洞窟のような場所を背景として描かれることがある。美術史家ケネス・クラークは岩場を背景に聖母を描いた最初期の絵画として、メディチ家からの依頼で描かれたリッピの作品を挙げている。このような構成で描かれた絵画は前例がなく、このリッピの作品も通称『岩窟の聖母』と呼ばれている。

## 外観

### 構成
ロンドン・ヴァージョンもルーヴル・ヴァージョンも同一の主題が描かれており、全体の構成も同じである。このことはどちらかの作品が複製画ないし派生画であることを意味する。しかしながら、両作品には、詳細表現、色使い、光の表現、顔料の使用技法などに差異が見られる。
どちらの作品にも、聖母マリア、幼児キリスト、幼い洗礼者ヨハネ、天使の四人の人物像が描かれている。岩場を背景にした人物たちは三角形を構成する配置がなされ、岩場の遠景には山並みと渓谷が描かれている。人物たちが構成する三角形の頂点に位置するマリアは右手をヨハネの肩にまわし、左手をキリストの頭上に掲げている。ひざまずいたヨハネはキリストを見つめながら、両手を合わせてキリストに祈りを捧げているように見える。最前面に描かれたキリストは天使に背中を支えられ、ひざまずくヨハネに向けて右手を掲げて祝福を与えている。

### 両作品の差異

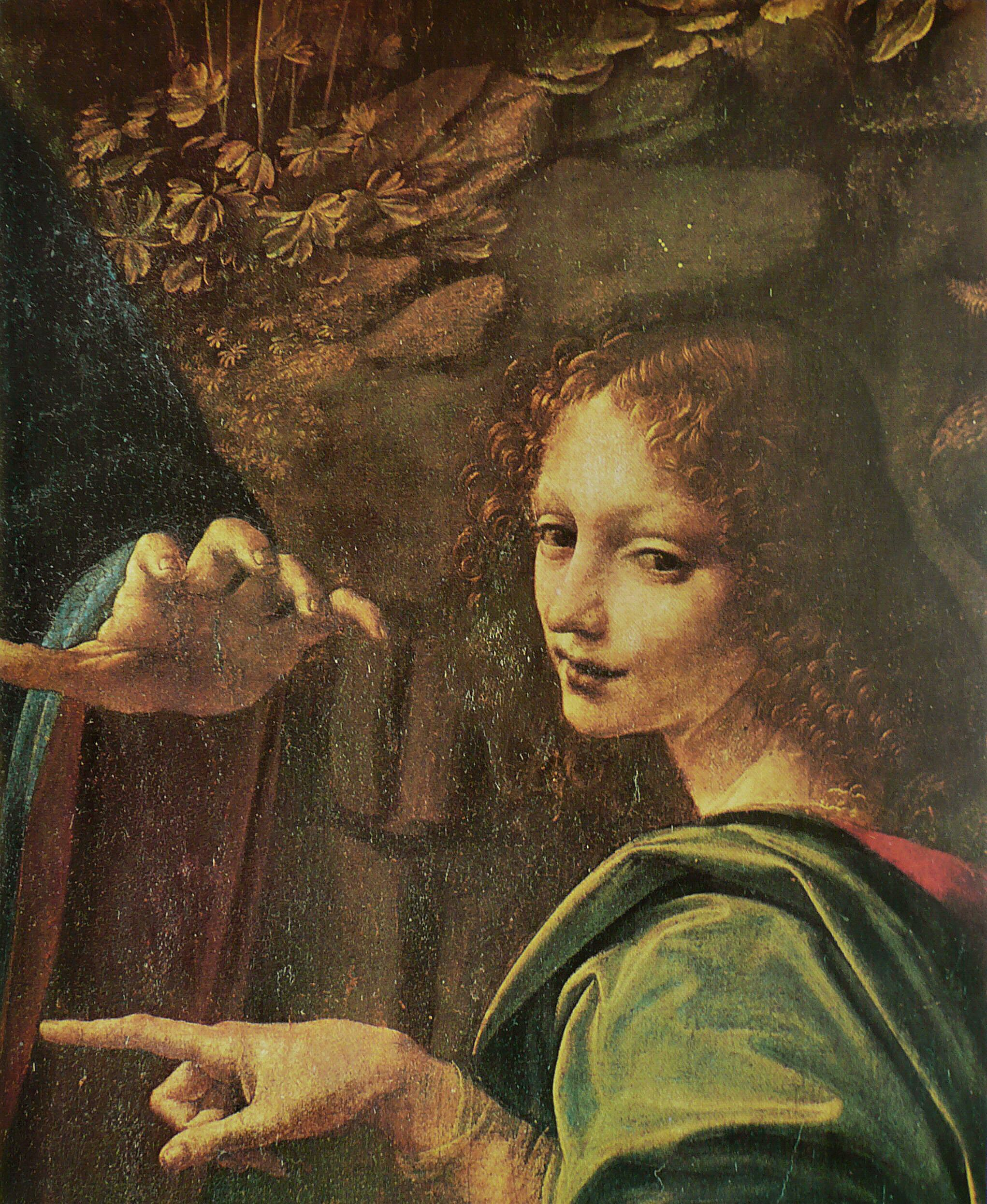
ルーヴル・ヴァージョンに描かれている天使。右手と目線の位置がロンドン・ヴァージョンと異なっている。

ルーヴル・ヴァージョンに比べると、ロンドン・ヴァージョンの方が、人物がやや大きく描かれている。両作品における構成上のもっとも大きな相違は画面右側の天使の描写である。ロンドン・ヴァージョンでは天使の右手が自身の膝に置かれているのに対し、ルーヴル・ヴァージョンではヨハネを指差している。さらに天使の視線が、ロンドン・ヴァージョンでは穏やかに伏せられているのに対し、ルーヴル・ヴァージョンでは鑑賞者のほうを向いているように見える。

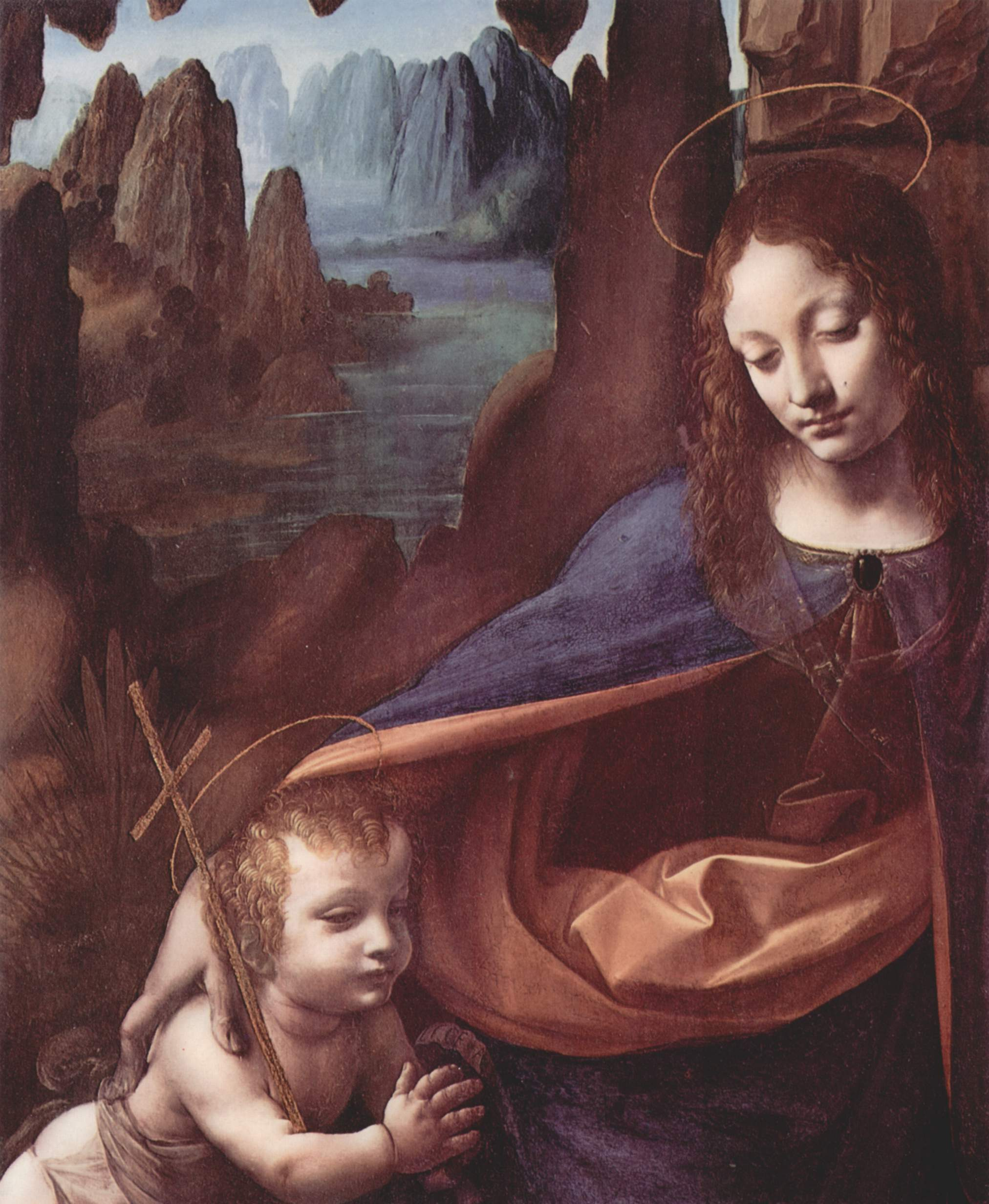
ロンドン・ヴァージョンに描かれている聖母マリアと洗礼者ヨハネ。ルーヴル・ヴァージョンに比べて人物の顔の陰影がはっきりしている。また、頭上の円光やヨハネの象徴である細長い十字架など、伝統的なキリスト教絵画の表現が見られる。

全体的にロンドン・ヴァージョンの方が、衣服を着用している人物の肉体表現なども含めて外形が明確に描かれている。背景の岩場もロンドン・ヴァージョンが極めて詳細に描かれているのに比べると、ルーヴル・ヴァージョンはぼんやりとしている。人物の顔の明暗表現も、ロンドン・ヴァージョンの方がくっきりとしている。ルーヴル・ヴァージョンでの人物の顔や姿形の描写は繊細であり、スフマート技法の多用によって、微妙にぼやけた表現となっている。ルーヴル・ヴァージョンの色使いは穏やかで温かみを感じさせるが、これは画肌表面に塗布されたワニスの色調によるところが大きい。ほかに色使いの差異として天使が着用するローブがある。ロンドン・ヴァージョンの天使のローブには赤色は使用されていないが、ルーヴル・ヴァージョンのローブは鮮やかな赤色と緑色が使用されている。また、ロンドン・ヴァージョンには頭上の円光、ヨハネが持つ細長い十字架といった聖人を象徴するエンブレムが描かれているが、ルーヴル・ヴァージョンにはこれらのエンブレムは描かれていない。ナショナル・ギャラリーの館長マーティン・ディヴィスは「確かなことはいえない」としながらも、これら金色で描かれているエンブレムは、他の画家によって描き足されたのではないかという可能性を示唆した。周囲に描かれている植物もルーヴル・ヴァージョンの方が写実的に描かれているのに対し、ロンドン・ヴァージョンには空想的な植物が描かれている。

### 楽器を演奏する天使

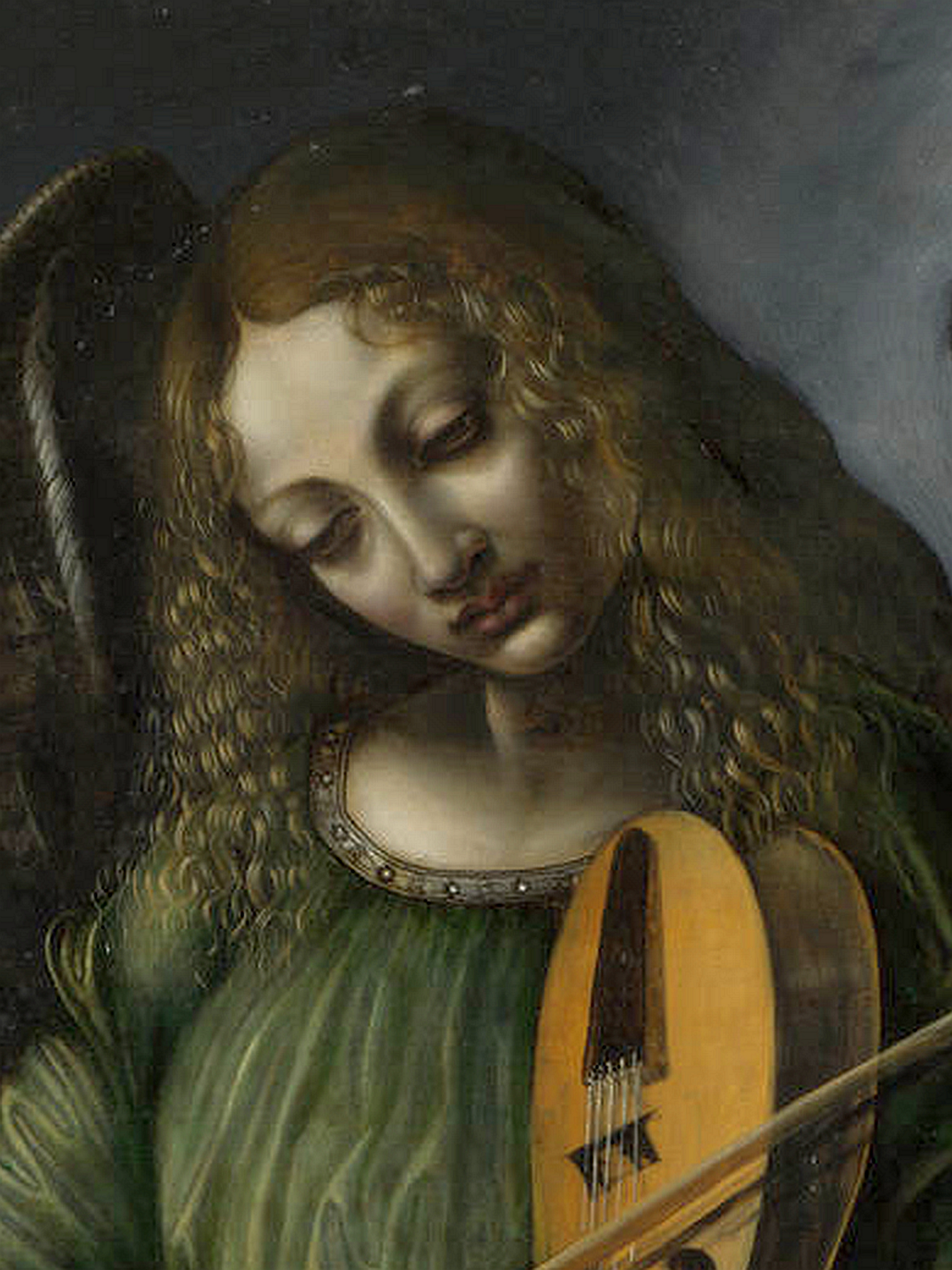
緑色の衣装の天使（部分）。

ナショナル・ギャラリーには、無原罪の御宿り礼拝堂で『岩窟の聖母』とともに飾られていた2枚のパネルが所蔵されている。当初の契約では2枚のパネルに楽器を演奏する天使と歌う天使の4名が描かれることになっていた。しかしながらナショナル・ギャラリーが所蔵するパネルには楽器を演奏する、同じ方向を向いた天使2名しか描かれていない。ヴィオラを演奏する緑色の衣装の天使と、リュートを演奏する赤色の衣装の天使である。脚の位置やゆったりとした衣装のひだの表現がよく似ており、どちらの天使も同じデザインの下絵から描かれた可能性がある。赤い衣装の天使はアンブロージオ・デ・プレディスが描いた作品であると考えられており、緑色の衣装の天使の作者は判明していないが、ナショナル・ギャラリーはフランチェスコ・ナポレターノではないかとしている。
どちらの天使も灰色の壁龕の中に描かれている。赤外線解析の結果、緑色の衣装の天使のパネルには当初風景が描かれていたことが判明している。赤色の衣装の天使のパネルは不透明な灰色の顔料が厚く塗布されているため、背景に何が描かれていたのかはわかっていない。無原罪の御宿り礼拝堂では『岩窟の聖母』の両隣にこの2枚のパネルが飾られていたと考えられており、ナショナル・ギャラリーは祭壇の高い位置に配置されていたのではないかと推測している。

## 解釈
ルーヴル・ヴァージョンとロンドン・ヴァージョンの関係性は「未だに議論の的」となっている。主たる議論となっているのは、それぞれの作品の制作年代や作者、描かれている象徴性などである。2011年と2012年の短期間ではあるが、ナショナル・ギャラリーの一室で、おそらくは史上初めて両作品が同時に展示され、学者たちのさまざまな研究に寄与した。

### 制作年度

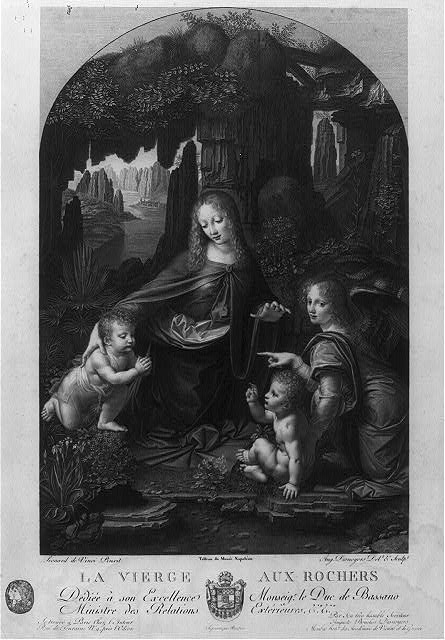
フランス人版画家オーギュスト・ガスパール・ルイ・デノアイエ（1779年 - 1857年）が、ルーヴル・ヴァージョンを元に制作したエングレービング版画。ルーヴル美術館所蔵。

ほとんどの美術史家がルーヴル・ヴァージョンの制作年度の方が古いと考えている。ナショナル・ギャラリーの館長だったマーティン・デーヴィスもルーヴル・ヴァージョンはその作風からレオナルドの初期の作品で、ロンドン・ヴァージョンにはレオナルド後期の作品の円熟味が感じられるとしている。そしてロンドン・ヴァージョンはルーヴル・ヴァージョンからの派生作品だと結論付けた。そして多くの研究者が、ルーブル・ヴァージョンこそ1483年の聖母無原罪の御宿り信心会からの依頼で描かれた作品であると考えている。
マーティン・ディヴィスを初め、ルーヴル・ヴァージョンの制作年度は1483年ではなく聖母無原罪の御宿り信心会からの依頼前、おそらくはレオナルドがフィレンツェ在住だった時期にすでに制作が開始されて完成していたのではないかと推測している研究者もいる。ディヴィスは、レオナルドは聖母無原罪の御宿り信心会からの依頼に応じて、ルーヴル・ヴァージョンを下敷きとしてロンドン・ヴァージョンを1480年代に制作したという説を唱えた。美術史家ケネス・クラークもディヴィスの説に賛同し、ルーヴル・ヴァージョンは1481年以前に完成しており、ロンドン・ヴァージョンは1483年から制作が開始されたのではないかとしている。ディヴィスらの説に対し、ジャック・ワッサーマン、アンジェラ・オッティーノ・デッラ・キエーザなどの研究者は、両作品ともにその大きさが祭壇画そのものであり、制作依頼前に描かれた絵画が祭壇画としての注文どおりの大きさであることは考えられないとした。ワッサーマンはおそらくルーヴル・ヴァージョンは収められるべき祭壇の場所に合わせて描かれており、留金の跡が存在しないのは19世紀にキャンバスへと移植されているためだと推測している。
『岩窟の聖母』が2点存在することの説明としてもっともよく知られているのは、レオナルドは1438年の制作依頼に応じてルーヴル・ヴァージョンを描いたが、のちに何らかの理由で他者にルーヴル・ヴァージョンを売却し、代替品としてロンドン・ヴァージョンを制作したというものである。この説に従って、代金の支払いをめぐる数々の諍いを経た後の1480年代後半に、ルーヴル・ヴァージョンが他者に売却されたとする。その場合、長きに渡る争いや交渉のために1508年まで礼拝堂には納品されなかった、「オリジナルの」代替品であるロンドン・ヴァージョンは、1486年ごろから制作が開始されたということになる。この仮説は非常に広く受け入れられており、ナショナル・ギャラリーのウェブサイトにもルーヴル美術館のウェブサイトにも同様の来歴が紹介されている。美術史家マーティン・ケンプは、ルーヴル・ヴァージョンが1483年から1490年にかけて、ロンドン・ヴァージョンが1495年から1508年にかけて描かれたと主張している。
両作品の制作年度や、ルーヴル・ヴァージョンが先に描かれたのちに第三者に売却され、ロンドン・ヴァージョンが代替品として描かれたという説に異論がないわけではない。タムシン・テイラーは、作風から見てロンドン・ヴァージョンの方が古くレオナルドのフィレンツェでの修行時代の作品だとし、ルーヴル・ヴァージョンは『最後の晩餐』（1495年 - 1498年）や『聖アンナと聖母子』（1508年ごろ）とよく似ており、とくに繊細なスフマート技法に共通点が見られると指摘している。図像学の観点からテイラーは、ロンドン・ヴァージョンが1483年の制作依頼での仕様要求を満たしており、ルーヴル・ヴァージョンは1490年代に全く別の依頼主のために描かれた作品だと主張している。

### 作者

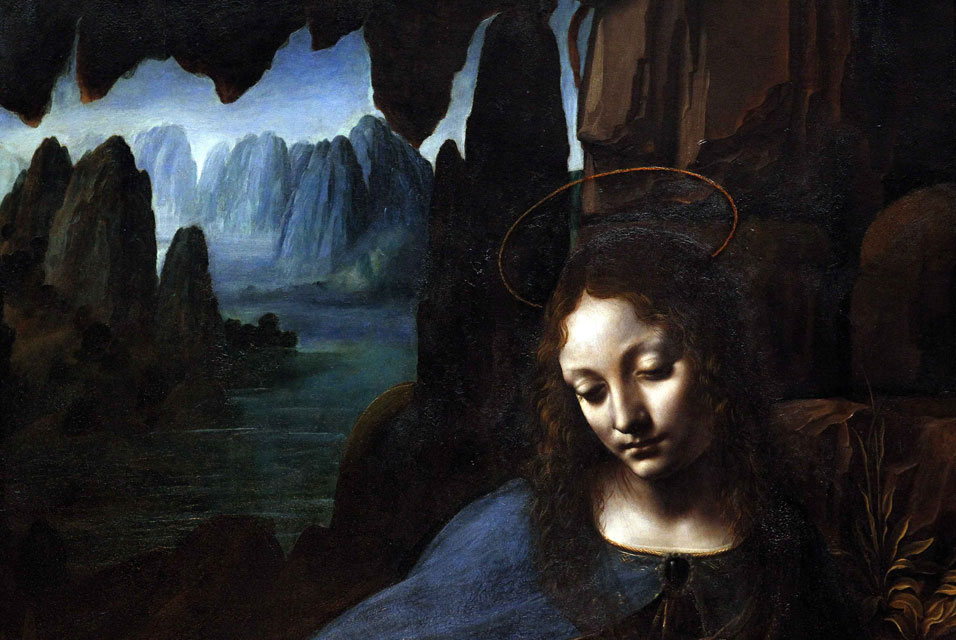
ロンドン・ヴァージョンの遠景に描かれた風景画。フィヨルドと氷河という説と、急峻な崖と湖という説がある。

ルーヴル美術館の『岩窟の聖母』は間違いなくレオナルドの真作だとされている。これに対しナショナル・ギャラリーの『岩窟の聖母』は、デザインはレオナルドだが絵画として仕上げたのは工房の弟子だと考えられてきた。ルーヴル美術館のウェブサイトやさまざまな研究者が、ナショナル・ギャラリーの『岩窟の聖母』がレオナルドの監督の下でアンブロージオ・デ・プレディスが1485年から1508年に制作した、あるいは大部分がアンブロージオが描いたもので、レオナルドが手を入れたのはごくわずかな箇所に過ぎないとしている。
2009年と2010年に『岩窟の聖母』の洗浄保存処置が行われた。この結果、ナショナル・ギャラリーの『岩窟の聖母』は大部分がレオナルド自身が描いたものであり、これまで考えられていた説とは違って、工房の弟子の手による箇所はほとんど存在しないことが判明したと、同ギャラリーのキュレーターであるルーク・サイスンが発表した。
地質学者アン・C・ピッツォルッソは、ロンドンヴァージョンにはルーヴル・ヴァージョンには見られない地質学上の誤りがあり、ロンドン・ヴァージョンがレオナルドの真作であるとは考えられないとしていた。しかしながらタムシン・テイラーは、遠景に青く見える渓谷はフィヨルドと氷河でありイタリアには存在しない風景だと指摘したピッツォルッソの説を、北方ヨーロッパにありふれた急峻な崖をもつ湖が描かれているだけだと一蹴し、さらにピッツォルッソが砂岩の塊だとしているものは苔の茂みに過ぎないことがナショナル・ギャラリーが行った洗浄作業によって明らかになったとして、ピッツォルッソの説を否定している。